# Береза пухнаста
Береза пухнаста (Betula pubescens Ehrh.) — дерево родини березових (Betulaceae).
Дерево з білою корою. Частіше росте на болотах і заболочених місцях.
Від берези повислої береза пухнаста відрізняється за наявністю запушення молодих пагонів, формою листків, за плодами та за спрямованими догори гілками. Пагони пухнасті, без бородавок, листки яйцеподібні або ромбічні.
Поширена переважно в лісових, рідше лісостепових районах та в степу. На фото праворуч — угрупування пухнастої берези у напівпустелі — у Національному природному парку «Олешківські піски».  

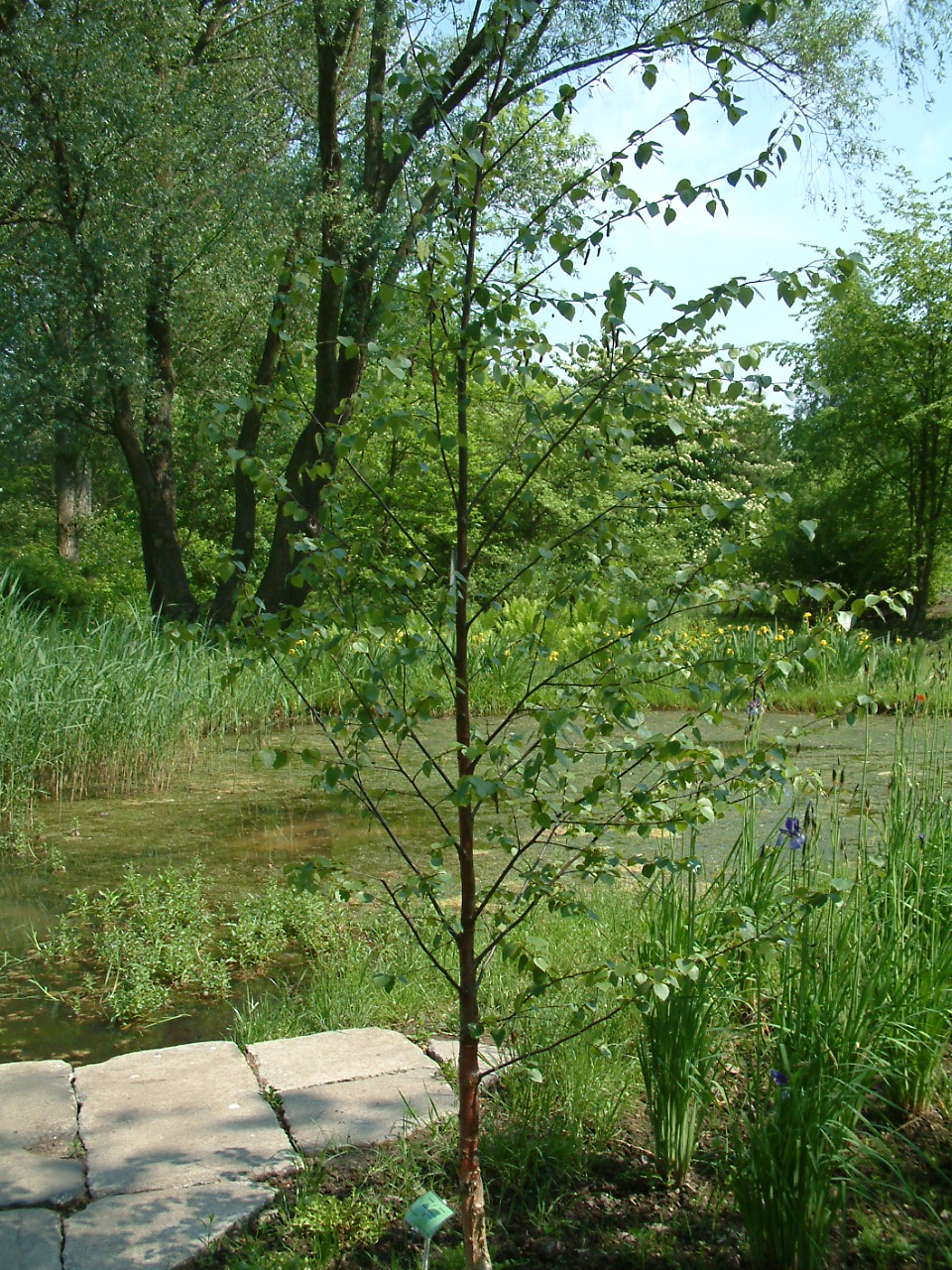
Відома форма Betula pubescens f. sibakademica — з темною корою